# Tlamatini
Tlamatini – w kulturze prekolumbijskiego Tenochtitlánu mędrcy, filozofowie i poeci, cieszący się wielkim autorytetem. Nie zajmowali się rytuałami świątynnymi, skupiając się na sztuce i muzyce. Często byli nieformalnymi nauczycielami, niezależnie od funkcjonującego systemu zinstytucjonalizowanej oświaty.